# Rome (Georgia)
Rome ligt aan de voet van de Appalachen in de staat Georgia in de Verenigde Staten. Het is met zijn bijna 32.000 inwoners de grootste stad van Floyd County en de grootste stad van Noord-west Georgia.

## Naam
De naam Rome is een verwijzing naar het antieke Rome. Rome (Georgia) is namelijk ook gebouwd op 7 heuvels, wat inspireerde tot de naam Rome. In de stad staat een replica van het beeld van Romulus en Remus die gevoed worden door een wolf. Dit is een symbool van het oorspronkelijke Rome in Italië. Dit beeld werd aan de stad geschonken door de dictator Benito Mussolini in 1929.

## Geboren in Rome
- Arn Anderson (1958), professioneel worstelaar
- William Hale (1931-2020), regisseur
- John Pemberton (1831-1888), uitvinder van Coca-Cola
- Ellen Wilson (1860-1914), first lady van de Verenigde Staten (vrouw van Woodrow Wilson)